# Melodi Grand Prix 2020
La cinquantottesima edizione del Melodi Grand Prix si è tenuta dall'11 gennaio al 15 febbraio 2020 e ha selezionato il rappresentante della Norvegia all'Eurovision Song Contest 2020.
La vincitrice è stata Ulrikke Brandstorp con Attention.

## Organizzazione
Già il 3 marzo 2019 l'emittente radiotelevisiva norvegese Norsk rikskringkasting (NRK) ha confermato la partecipazione della Norvegia all'Eurovision Song Contest 2020, che avrebbe dovuto essere ospitato dalla città olandese di Rotterdam. Come accaduto negli anni precedenti, l'emittente ha confermato l'organizzazione del Melodi Grand Prix come metodo di selezione per il proprio partecipante. Proprio dal 3 marzo al 31 luglio NRK ha dato la possibilità agli artisti di inviare le proprie canzoni, con il limite che ciascuna di esse doveva essere scritta da almeno un cittadino norvegese e che lo stesso compositore non poteva inviare più di tre proposte. Più di 800 canzoni sono state inviate a NRK.
In occasione del 60º anniversario dal debutto della Norvegia all'Eurovision Song Contest, il format della manifestazione si è espanso adottando l'utilizzo delle semifinali, in cui 20 dei 25 artisti partecipanti sono stati suddivisi in base alla regione di provenienza (Nord-Norge, Midt-Norge, Vestlandet, Sørlandet e Østlandet) per poi culminare in una serata finale più lunga delle precedenti.
Per la prima volta dall'edizione del 1989 la finale si è tenuta al di fuori della capitale norvegese, venendo ospitata dal Trondheim Spektrum di Trondheim. Le semifinali sono state invece ospitata dall'Arena H3 di Fornebu, nel comune di Bærum.

### Format
L'evento si è articolato in cinque semifinali da 4 partecipanti e una finale da 10 partecipanti (5 qualificati dalle semifinali e 5 pre-qualificati) articolata in 3 fasi: prima, seconda e duello.
Le semifinali, una per ogni regione geografica della Norvegia, si sono articolate in due round e hanno promosso un finalista ciascuna; durante ogni semifinale si sono esibiti, uno ad uno, i finalisti pre-qualificati.
La serata finale si è articolata in tre round di voto: il primo ha promosso i primi quattro classificati tra i 10 partecipanti, il secondo ha decretato la composizione del duello e l'ultima fase ha premiato il vincitore della manifestazione.

#### Votazione
In tutte e sei le serate, i punteggi sono stati ottenuti tramite televoto, mentre una giuria di esperti guidata da Stig Karlsen, capo della delegazione norvegese all'Eurovision Song Contest, ha selezionato 5 artisti rendendoli finalisti di diritto.
Il televoto è stato possibile solo attraverso il sito ufficiale dell'emittente, che tuttavia durante la finale, a causa dell'eccessivo utilizzo, non è risultato disponibile. I primi quattro classificati della serata e il vincitore della competizione sono stati selezionati da una giuria demoscopica di backup composta da 30 membri.

## Partecipanti
I venticinque partecipanti sono stati scelti fra le oltre 800 proposte.
| Artista                           | Brano                      | Lingua                       | Compositori                                                                   |
| --------------------------------- | -------------------------- | ---------------------------- | ----------------------------------------------------------------------------- |
| Akuvi                             | Som du er                  | Norvegese                    | Beatrice Akuvi Kumordzie, Andreas Stone Johansson                             |
| Alexandru                         | Pink Jacket                | Inglese                      | Ruben Markussen                                                               |
| Didrik & Emil                     | Out of Air                 | Inglese                      | Fredrik Boström, Mats Tärnfors, Niclas Lundin, Didrik Solli-Tangen            |
| Elin & the Woods                  | We Are as One              | Inglese, sami settentrionale | Robin Lynch, Elin Kåven, Ylva Persson, Linda Persson                          |
| Geirmund                          | Come Alive                 | Inglese                      | Eric Lumiere, Jonas H. Jensen, Niklas Rosstöm                                 |
| Hege Bjerk                        | Pang                       | Norvegese                    | Martin Bjerkreim, Trygve Stakkeland, Hege Bjerkreim                           |
| Jæger                             | How About Mars             | Inglese                      | Roel Rats, Synne Vorkinn, Chris Wortley, Sindre T. Jenssen                    |
| Jenny Jenssen                     | Mr. Hello                  | Inglese, francese            | Mats Larsson, Jørgen Andson, Jenny Jenssen                                    |
| Kevin Boine                       | Stem på mæ                 | Norvegese                    | Henning Olerud, Stanley Ferdinandez                                           |
| Kim André Rysstad                 | Rainbow                    | Inglese                      | Knut Bjørnar Asphol, Kim André Rysstad                                        |
| Kim Wigaard & Maria Mohn          | Fool for Love              | Inglese                      | Torbjørn Raae, Arve Furset, Kim Wigaard Johansen, Maria Mohn                  |
| Kristin Husøy                     | Pray for Me                | Inglese                      | Roel Rats, Kristin Husøy                                                      |
| Lisa Børud                        | Talking About Us           | Inglese                      | Inger Fridolin, Karl-Ander Reismann                                           |
| Liza Vassilieva                   | I Am Gay                   | Inglese                      | Audun Agnar Guldbrandsen, Stian Nyhammer Olsen, Myrtoula Røe, Liza Vassilieva |
| Magnus Bokn                       | Over the Sea               | Inglese                      | Alexander Rybak, Joakim With Steen, Magnus Bokn                               |
| Nordic Tenors                     | In This Special Place      | Inglese                      | Einar Kristiansen Five, Jan-Tore Saltnes                                      |
| Oda Loves You                     | Love Who We Love           | Inglese                      | Magnus Bertelsen, Oda Evjen Gjøvåg                                            |
| Raylee                            | Wild                       | Inglese                      | Jimmy Jansson, Anderz Wrethov, Maia Wright, Laurell Barker                    |
| Rein Alexander                    | One Last Time              | Inglese                      | Erik Smaaland, Kristoffer Tømmerbakke, Rein Alexander                         |
| Sie Gubba                         | Kjære du                   | Norvegese                    | Petter Øien, Magne Almås                                                      |
| Sondrey                           | Take My Time               | Inglese                      | Ola Frøyen, Eric Lumiere, Terchi Pippuri                                      |
| Thomas Løseth feat. Erika Norwich | Vertigo                    | Inglese                      | Idar Sørensen                                                                 |
| Tone Damli                        | Hurts Sometimes            | Inglese                      | Helge Moen, Jim Bergsted, Jethro Fox, Tone Damli                              |
| Tore Petterson                    | The Start of Something New | Inglese                      | Tore Petterson, Knut Bjørnar Asphol                                           |
| Ulrikke Brandstorp                | Attention                  | Inglese                      | Christian Ingebrigtsen, Kjetil Mørland, Ulrikke Brandstorp                    |

## Semifinali

### Prima semifinale
La prima semifinale si è svolta l'11 gennaio 2020 e ha selezionato il finalista in rappresentanza della regione della Norvegia meridionale. I partecipanti sono stati rivelati durante una conferenza stampa il 6 gennaio. Lisa Børud e Raylee hanno vinto i duelli rispettivamente contro Geirmund e Kim André Rysstad, mentre nel duello finale Raylee è risultata vincitrice.
|  | Primo Round                 | Primo Round |           |  | Secondo Round               | Secondo Round | Secondo Round |
|  |                             |             |           |  |                             |               |               |
|  |                             |             |           |  |                             |               |               |
|  | Geirmund Come Alive         | Eliminata   |           |  |                             |               |               |
|  | Lisa Børud Talking About Us | Qualificata |           |  |                             |               |               |
|  |                             |             |           |  |                             |               |               |
|  |                             |             |           |  |                             |               |               |
|  |                             |             |           |  | Lisa Børud Talking About Us | Eliminata     |               |
|  |                             | Raylee Wild | Finalista |  |                             |               |               |
|  |                             |             |           |  |                             |               |               |
|  |                             |             |           |  |                             |               |               |
|  |                             |             |           |  |                             |               |               |
|  |                             |             |           |  |                             |               |               |
|  | Kim André Rysstad Rainbow   | Eliminata   |           |  |                             |               |               |
|  | Raylee Wild                 | Qualificata |           |  |                             |               |               |

Come parte degli artisti pre-qualificati per la finale, in questa semifinale si è esibito:
| Artista | Titolo       | Status          |
| ------- | ------------ | --------------- |
| Sondrey | Take My Time | Pre-qualificato |

### Seconda semifinale
La seconda semifinale si è svolta il 18 gennaio 2020 e ha selezionato il finalista in rappresentanza della regione della Norvegia orientale. I partecipanti sono stati rivelati durante una conferenza stampa il 13 gennaio. Kim Wiggard & Maria Mohn e Rein Alexander hanno vinto i duelli rispettivamente contro Tore Petterson e Jæger, mentre nel duello finale Rein Alexander è risultato vincitore.
|  | Primo Round                               | Primo Round                  |           |  | Secondo Round                          | Secondo Round | Secondo Round |
|  |                                           |                              |           |  |                                        |               |               |
|  |                                           |                              |           |  |                                        |               |               |
|  | Tore Petterson The Start of Something New | Eliminato                    |           |  |                                        |               |               |
|  | Kim Wigaard & Maria Mohn Fool for Love    | Qualificati                  |           |  |                                        |               |               |
|  |                                           |                              |           |  |                                        |               |               |
|  |                                           |                              |           |  |                                        |               |               |
|  |                                           |                              |           |  | Kim Wigaard & Maria Mohn Fool for Love | Eliminati     |               |
|  |                                           | Rein Alexander One Last Time | Finalista |  |                                        |               |               |
|  |                                           |                              |           |  |                                        |               |               |
|  |                                           |                              |           |  |                                        |               |               |
|  |                                           |                              |           |  |                                        |               |               |
|  |                                           |                              |           |  |                                        |               |               |
|  | Jæger How About Mars                      | Eliminata                    |           |  |                                        |               |               |
|  | Rein Alexander One Last Time              | Qualificato                  |           |  |                                        |               |               |

Come parte degli artisti pre-qualificati per la finale, in questa semifinale si sono esibiti:
| Artista       | Titolo     | Status          |
| ------------- | ---------- | --------------- |
| Didrik & Emil | Out of Air | Pre-qualificati |

### Terza semifinale
La terza semifinale si svolgerà il 25 gennaio 2020 e selezionerà il finalista in rappresentanza della regione della Norvegia centrale. I partecipanti sono stati rivelati durante una conferenza stampa il 20 gennaio. I Sie Gubba e Kristin Husøy hanno vinto i duelli rispettivamente contro Alexandru e Thomas Løseth ft. Erika Norwich, mentre nel duello finale Kristin Husøy è risultata vincitrice.
|  | Primo round                             | Primo round               |           |  | Secondo round      | Secondo round | Secondo round |
|  |                                         |                           |           |  |                    |               |               |
|  |                                         |                           |           |  |                    |               |               |
|  | Alexandru Pink Jacket                   | Eliminato                 |           |  |                    |               |               |
|  | Sie Gubba Kjære du                      | Qualificati               |           |  |                    |               |               |
|  |                                         |                           |           |  |                    |               |               |
|  |                                         |                           |           |  |                    |               |               |
|  |                                         |                           |           |  | Sie Gubba Kjære du | Eliminati     |               |
|  |                                         | Kristin Husøy Pray for Me | Finalista |  |                    |               |               |
|  |                                         |                           |           |  |                    |               |               |
|  |                                         |                           |           |  |                    |               |               |
|  |                                         |                           |           |  |                    |               |               |
|  |                                         |                           |           |  |                    |               |               |
|  | Kristin Husøy Pray for Me               | Qualificata               |           |  |                    |               |               |
|  | Thomas Løseth ft. Erika Norwich Vertigo | Eliminati                 |           |  |                    |               |               |

Come parte degli artisti pre-qualificati per la finale, in questa semifinale si è esibita:
| Artista | Titolo    | Status          |
| ------- | --------- | --------------- |
| Akuvi   | Som du er | Pre-qualificata |

### Quarta semifinale
La quarta semifinale si svolgerà il 1º febbraio 2020 e selezionerà il finalista in rappresentanza della regione della Norvegia occidentale. I partecipanti sono stati rivelati durante una conferenza stampa il 27 gennaio. Magnus Bokn e i Nordic Tenors hanno vinto i duelli rispettivamente contro Oda Loves You e Heje Bjerk, mentre nel duello finale Magnus Bokn è risultato vincitore.
|  | Primo round                         | Primo round                         |           |  | Secondo round            | Secondo round | Secondo round |
|  |                                     |                                     |           |  |                          |               |               |
|  |                                     |                                     |           |  |                          |               |               |
|  | Magnus Bokn Over the Sea            | Qualificato                         |           |  |                          |               |               |
|  | Oda Loves You Love Who We Love      | Eliminata                           |           |  |                          |               |               |
|  |                                     |                                     |           |  |                          |               |               |
|  |                                     |                                     |           |  |                          |               |               |
|  |                                     |                                     |           |  | Magnus Bokn Over the Sea | Finalista     |               |
|  |                                     | Nordic Tenors In This Special Place | Eliminati |  |                          |               |               |
|  |                                     |                                     |           |  |                          |               |               |
|  |                                     |                                     |           |  |                          |               |               |
|  |                                     |                                     |           |  |                          |               |               |
|  |                                     |                                     |           |  |                          |               |               |
|  | Nordic Tenors In This Special Place | Qualificati                         |           |  |                          |               |               |
|  | Heje Bjerk Pang                     | Eliminata                           |           |  |                          |               |               |

Come parte degli artisti pre-qualificati per la finale, in questa semifinale si è esibita:
| Artista            | Titolo    | Status          |
| ------------------ | --------- | --------------- |
| Ulrikke Brandstorp | Attention | Pre-qualificata |

### Quinta semifinale
La quinta semifinale si svolgerà l'8 febbraio 2020 e selezionerà il finalista in rappresentanza della regione della Norvegia settentrionale. I partecipanti sono stati rivelati durante una conferenza stampa il 3 febbraio. Elin & The Woods e Liza Vassilieva hanno vinto i duelli rispettivamente contro Jenny Jessen e Kevin Boine, mentre nel duello finale Liza Vassilieva è risultata vincitrice.
|  | Primo round                    | Primo round              |           |  | Secondo round                  | Secondo round | Secondo round |
|  |                                |                          |           |  |                                |               |               |
|  |                                |                          |           |  |                                |               |               |
|  | Jenny Jenssen Mr. Hello        | Eliminata                |           |  |                                |               |               |
|  | Elin & The Woods We Are as One | Qualificati              |           |  |                                |               |               |
|  |                                |                          |           |  |                                |               |               |
|  |                                |                          |           |  |                                |               |               |
|  |                                |                          |           |  | Elin & The Woods We Are as One | Eliminati     |               |
|  |                                | Liza Vassilieva I Am Gay | Finalista |  |                                |               |               |
|  |                                |                          |           |  |                                |               |               |
|  |                                |                          |           |  |                                |               |               |
|  |                                |                          |           |  |                                |               |               |
|  |                                |                          |           |  |                                |               |               |
|  | Kevin Boine Stem på mæ         | Eliminata                |           |  |                                |               |               |
|  | Liza Vassilieva I Am Gay       | Qualificata              |           |  |                                |               |               |

Come parte degli artisti pre-qualificati per la finale, in questa semifinale si è esibita:
| Artista    | Titolo          | Status          |
| ---------- | --------------- | --------------- |
| Tone Damli | Hurts Sometimes | Pre-qualificata |

## Finale
La finale si è svolta a Trondheim il 15 febbraio 2020. È stata guardata da una media di 950.000 telespettatori, con un picco di 1.098.000; altre 12.000 persone hanno seguito lo spettacolo in live streaming sul sito web di NRK. La settimana dopo la finale tre canzoni sono entrate nella VG-lista, la classifica norvegese dei singoli: la vincitrice Attention al 7º posto, Wild al 21º, e la seconda arrivata Pray for Me alla 38ª posizione.

### Prima fase
Per via di un problema con il sistema di voto online, i quattro qualificati alla seconda fase sono stati selezionati da una giuria.
| #  | Artista            | Titolo          |
| -- | ------------------ | --------------- |
| 1  | Raylee             | Wild            |
| 2  | Didrik & Emil      | Out of Air      |
| 3  | Magnus Bokn        | Over the Sea    |
| 4  | Akuvi              | Som du er       |
| 5  | Kristin Husøy      | Pray for Me     |
| 6  | Rein Alexander     | One Last Time   |
| 7  | Tone Damli         | Hurts Sometimes |
| 8  | Sondrey            | Take My Time    |
| 9  | Ulrikke Brandstorp | Attention       |
| 10 | Liza Vassilieva    | I Am Gay        |

### Seconda fase
| #  | Artista            | Titolo      |
| -- | ------------------ | ----------- |
| 1  | Raylee             | Wild        |
| 5  | Kristin Husøy      | Pray for Me |
| 9  | Ulrikke Brandstorp | Attention   |
| 10 | Liza Vassilieva    | I Am Gay    |

### Duello finale
| # | Artista            | Titolo      | Voti           | Voti        | Voti              | Voti           | Voti         | Voti    | Voti   | Posizione |
| # | Artista            | Titolo      | N. Meridionale | N. Centrale | N. Settentrionale | N. Occidentale | N. Orientale | Totale  | Totale | Posizione |
| - | ------------------ | ----------- | -------------- | ----------- | ----------------- | -------------- | ------------ | ------- | ------ | --------- |
| 5 | Kristin Husøy      | Pray for Me | 16.756         | 51.176      | 19.932            | 37.107         | 69.696       | 194.667 | 49,28% | 2         |
| 9 | Ulrikke Brandstorp | Attention   | 19.854         | 21.770      | 17.152            | 38.906         | 102.663      | 200.345 | 50,72% | 1         |